# TV Globo (réseau de télévision)
TV Globo (stylisé tvglobo) est un réseau de télévision brésilien, et le principal du pays. Fondé le 26 avril 1965 à Rio de Janeiro par le journaliste Roberto Marinho, il appartient au groupe Globo. S'appuyant sur ses cinq stations de télévision à Rio de Janeiro, São Paulo, Belo Horizonte, Brasília et Olinda, et plus de cent stations affiliées, le réseau couvre l'ensemble des États du Brésil. En 2012, Rede Globo se classait second plus important réseau de télévision privé du monde, derrière la chaîne américaine ABC,.
Rede Globo a la particularité de produire la quasi-totalité des programmes qu'il diffuse. Il est célèbre en particulier pour ses feuilletons télévisés (appelés telenovelas), diffusés dans le monde entier avec, dans certains pays, un succès considérable.
Cette chaîne de télévision a également une certaine influence sur l'organisation de plusieurs événements. Elle impose notamment les horaires des matchs de football afin de permettre la diffusion de la novela das nove (novela de neuf heures). La société est membre de l'Organisation des télécommunications ibéro-américaines (OTI).

## Histoire

### Origines
Le 5 janvier 1951, sous le gouvernement d'Eurico Gaspar Dutra, Rádio Globo demande sa première concession de télévision. La demande est analysée par la Comissão Técnica de Rádio (Commission technique de la radio), qui émet un avis favorable à la concession, laquelle est approuvée par le gouvernement deux mois plus tard, le 13 mars. Mais à cette date, le pays a un nouveau président, Getúlio Vargas. Deux ans plus tard, en janvier 1953, contrairement à l'avis de la commission technique, Vargas fait marche arrière et révoque la concession. Ce n'est qu'en juin 1957 que le président de l'époque, Juscelino Kubitschek, approuve la concession TV de Rádio Globo et, le 30 décembre de la même année, le Conseil national des télécommunications publie un décret accordant le canal 4 de Rio de Janeiro à TV Globo Limitada.
En 1962, un accord signé entre Time-Life et le Grupo Globo permet à Roberto Marinho d'accéder à un capital de trois cents millions de cruzeiros (six millions de dollars, selon le documentaire Beyond Citizen Kane), ce qui lui garantit les moyens d'acheter des équipements et des infrastructures pour Globo.

### Fondation

Roberto Marinho au début de sa carrière.

TV Globo est officiellement fondée le 26 avril 1965 à 10 h 45, avec la diffusion du programme pour enfants Uni Duni Tê, de la série pour enfants Capitão Furacão et du programme d'information Tele Globo, embryon de l'actuel Jornal Nacional. Les huit premiers mois de TV Globo sont un échec, ce qui conduit à l'embauche de Walter Clark, un jeune homme de 29 ans originaire de São Paulo, en tant que directeur général de la chaîne. En janvier 1966, Rio de Janeiro connait l'une de ses pires inondations ; plus d'une centaine de personnes sont mortes et environ 20 000 se retrouvent sans abri. La couverture en direct de la tragédie par TV Globo marque un tournant dans l'histoire du radiodiffuseur, qui mène sa première campagne communautaire en centralisant la collecte de dons dans deux de ses studios. À l'époque, les images étaient encore diffusées en noir et blanc. Plus tard dans l'année, Globo s'implante dans l'État de São Paulo avec l'acquisition de la chaîne 5, qui fonctionnait depuis 1952 sous le nom de TV Paulista, propriété d'Organizações Victor Costa. Le 5 février 1968, une troisième station est inaugurée à Belo Horizonte, ainsi que des retransmissions à Juiz de Fora et Conselheiro Lafaiete, et une transmission hertzienne reliant Rio de Janeiro à São Paulo.
C'est à cette époque que le gouvernement fédéral, dirigé par le maréchal Costa e Silva, donne la priorité au développement d'un système de télécommunications moderne, en créant le ministère des Communications et en accordant à la population une ligne de crédit pour l'achat d'appareils de télévision, ainsi qu'un décret du ministre Delfim Neto qui exonère les entreprises de radio et de télévision de la taxe d'importation sur les équipements, ce qui permet à l'entreprise de se renouveler et, en même temps, d'utiliser le taux officiel du dollar pour réduire ses dépenses d'importation. De plus, avec l'avènement de la bande vidéo, la production de programmes locaux se raréfie rapidement, la majorité des émissions étant produites à Rio de Janeiro et à São Paulo, ce qui pousse les grands radiodiffuseurs de ces villes à former des réseaux nationaux. C'est dans ce contexte que TV Globo voit le jour en tant que réseau de stations affiliées le 1er septembre 1969, lorsque Jornal Nacional, le premier programme d'information national, toujours diffusé par la chaîne et leader de l'audience à l'époque, est mis à l'antenne. Le premier programme est présenté par Hilton Gomes et Cid Moreira. La même année, Globo diffuse sa première émission par satellite, montrant une interview du pape Paul VI par Hilton Gomes en direct de Rome, en Italie. L'année suivante, lors de la Coupe du monde de la FIFA 1970 au Mexique, la station reçoit des signaux couleur expérimentaux d'Embratel. Deux ans plus tard, lors de la projection du Festa da Uva de Caxias do Sul, la première émission couleur officielle de la télévision brésilienne a lieu. Avec trois stations en 1969 (Rio de Janeiro, São Paulo et Belo Horizonte), il y en avait déjà onze en 1973.
Le 28 avril 1974, le Jornal Nacional commence à émettre en couleur, trois jours après avoir commencé sa couverture internationale de la révolution des Œillets. La même année, la première émission spéciale de fin d'année du chanteur Roberto Carlos est diffusée, ce qui est encore une tradition chez le radiodiffuseur. En 1975, TV Globo commence à diffuser une grande partie de ses programmes simultanément dans tout le pays, consolidant ainsi sa position en tant que réseau de télévision. À partir de ce moment, elle commence à construire ce qui sera connu sous le nom de Padrão Globo de Qualidado. Les heures de grande écoute commencent à être occupées par deux feuilletons légers entre deux programmes d'information courts et synthétiques (Praça TV et Jornal Nacional), un feuilleton de grande écoute avec une intrigue plus forte, qui sera désormais appelé le « feuilleton de 20 heures », et à partir de 22 heures, un programme de séries, miniséries, films et/ou Globo Repórter. Cette structure de grille fixe est encore utilisée par Globo,,.

### Expansion et leadership

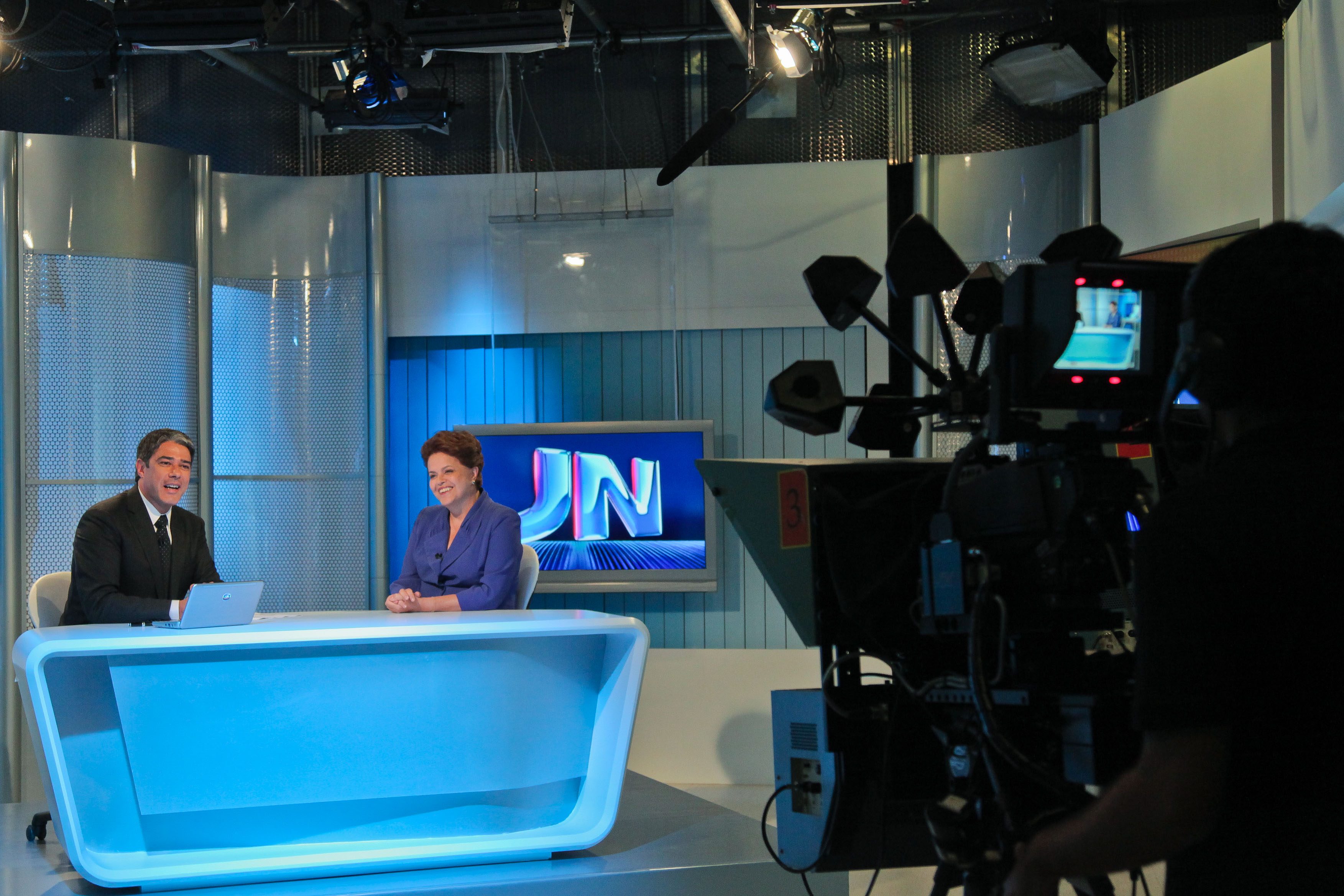
Le présentateur William Bonner interviewe la présidente nouvellement élue Dilma Rousseff en novembre 2010.

Au cours de cette période, Globo rencontre des difficultés dans son expansion. Le régime militaire rejette les demandes du groupe de Roberto Marinho pour des concessions de chaînes dans les villes de João Pessoa (PB) et Curitiba (PR). Le radiodiffuseur y voit la preuve qu'il produisait un journalisme indépendant qui entrait parfois en conflit avec les intérêts du gouvernement et qu'il ne recevait pas de faveurs de la part du régime. Cependant, un passage du livre Dossiê Geisel, une compilation de documents provenant des archives personnelles de l'ancien président Ernesto Geisel, donne une autre version du refus du gouvernement militaire d'accorder deux chaînes supplémentaires à Grupo Globo. Le régime commence à s'inquiéter de la monopolisation du secteur des télécommunications par le groupe de Roberto Marinho et tente d'empêcher l'entreprise de se développer davantage. Les propres stations de Globo sont achetées à des particuliers : à São Paulo et Recife à Organizações Victor Costa et à Belo Horizonte à João Batista do Amaral. À ce jour, les autres stations qui composent le réseau sont affiliées, c'est-à-dire qu'elles sont associées au Grupo Globo sans en être propriétaires. La censure ne se limite pas aux informations ; elle est également active dans le domaine du divertissement. Le plus grave est l'interdiction, deux jours avant la première, du feuilleton Roque Santeiro en 1975. La perte est énorme pour le radiodiffuseur : 36 chapitres avaient déjà été enregistrés, pour un coût de 500 000 dollars (à l'époque). Mais ce n'est pas le seul cas. En décembre 1976, le feuilleton Despedida de Casado est également censuré à la veille de sa première, alors qu'une trentaine de chapitres avaient déjà été enregistrés.
La première telenovela diffusée par Globo dans le créneau de 20 heures est O Ébrio, de José Castellar, en 1965. Bien que O Rei dos Ciganos, de Moysés Weltman et A Sombra de Rebecca, de Glória Magadan aient été diffusés dans cette tranche horaire en 1966 et 1967 respectivement, ce n'est qu'avec l'apport de Janete Clair au scénario d'Anastácia, a Mulher sem Destino, initialement d'Emiliano Queiroz, que la structure qui sera plus tard connue sous le nom de « feuilleton de 20 heures » est popularisée. De O Ébrio à Passione en 2010, 74 productions sont diffusées sous le nom de novela das oito (feuilleton de huit heures), et à partir de Insensato Coração en 2011, le radiodiffuseur le rebaptise novela das nove (feuilleton de neuf heures),. Le créneau de 19 heures est également lancé en 1965, avec Rosinha do Sobrado, et 70 productions sont diffusées depuis. Dans le créneau de 18 heures, le premier feuilleton diffusé est Meu Pedacinho de Chão, de Benedito Ruy Barbosa, en 1971. Plus de 60 productions ont été diffusées depuis.
En 1994 et 1998, le réseau Globo appuie Fernando Henrique Cardoso lors de ses campagnes électorales.

### XXIesiècle
Depuis le début des années 2000, malgré des succès tels que Mulheres Apaixonadas, Senhora do Destino, Alma Gêmea et Da Cor do Pecad, Globo connait une baisse constante de son audience. L'augmentation des revenus entraîne des changements dans les habitudes de consommation télévisuelle des Brésiliens, qui sortent davantage de chez eux et migrent, quoique légèrement, vers la télévision payante. En outre, l'internet attire une partie de l'audience auparavant captive des radiodiffuseurs en clair. L'audience moyenne de Globo chute de 56 % en 2004, à 42 % en 2013 dans la région métropolitaine de São Paulo, le principal marché pour les annonceurs publicitaires. Malgré cela, la part de publicité des radiodiffuseurs augmente en 2012 et atteint 65 % du montant total de 19,5 milliards de reais. En 2012, il est le second plus important réseau de télévision privé du monde.
En 2018, le Grupo Globo lance un projet appelé Uma Só Globo (Un Globo) visant à unifier les opérations de TV Globo, Globosat, Globo.com et Globoplay en une seule structure. L'achèvement de la première partie a été officialisé et annoncé en 2021,. En 2018, quelque chose de similaire est fait avec les entreprises du groupe opérant sur le marché de l'édition, avec la fusion d'Editora Globo et des entreprises de presse Infoglobo et Valor Econômico.

## Identité visuelle
Le premier logo est créé lors de la création de la station en 1965. Au départ, il s'agissait d'une rose des vents dont les pointes ressemblaient au chiffre quatre, le numéro de la station à Rio de Janeiro, créée par Aloísio Magalhães, l'un des principaux responsables de l'expansion du design au Brésil. Il est remplacé en 1966 par un cercle avec trois lignes géographiques, faisant allusion à un « globe », qui est utilisé jusqu'en 1976. La même année, une variante est ajoutée au logo avec neuf anneaux à côté, représentant les neuf radiodiffuseurs affiliés de l'époque, formant ainsi le « Rede Globo ».
Le premier concept du logo actuel est présenté en 1976. Il se compose d'une sphère bleue et d'un rectangle aux coins arrondis et aux bords irréguliers. À l'intérieur de ce rectangle se trouve une petite sphère de taille moyenne. Le dessin est créé par le designer autrichien Hans Donner qu'il a esquissé sur une serviette en papier. Selon lui, la sphère représente le monde et le rectangle un écran de télévision qui affiche le monde lui-même. Deux variantes grises de la marque le remplacent, respectivement en 1981 et 1983. À partir de 1985, pour célébrer le 20e anniversaire du radiodiffuseur, son logo est un nombre métallique tridimensionnel vingt dont les côtés forment le logo Globo. En 1986, le logo prend la forme tridimensionnelle et multicolore qu'on lui connaît aujourd'hui. La première variante consiste en une sphère métallique creuse avec une ouverture rectangulaire colorée (avec des bandes bleues, vertes, jaunes et rouges, représentant la télévision en couleurs) et la sphère plus petite placée en son centre.

### Logos

Logo de TV Globo du 26 avril 1965 au 29 septembre 1966.
Logo de TV Globo du 29 septembre 1966 au 8 mars 1976.
Logo de TV Globo du 13 novembre 1970 au mai 1972.
Logo de TV Globo du mai 1972 au 8 mars 1976.
Logo de TV Globo du 8 mars 1976 au avril 1981.
Monochrome logo de TV Globo du 8 mars 1976 au 30 mars 2008.
Logo de TV Globo depuis 30 mars 2008.
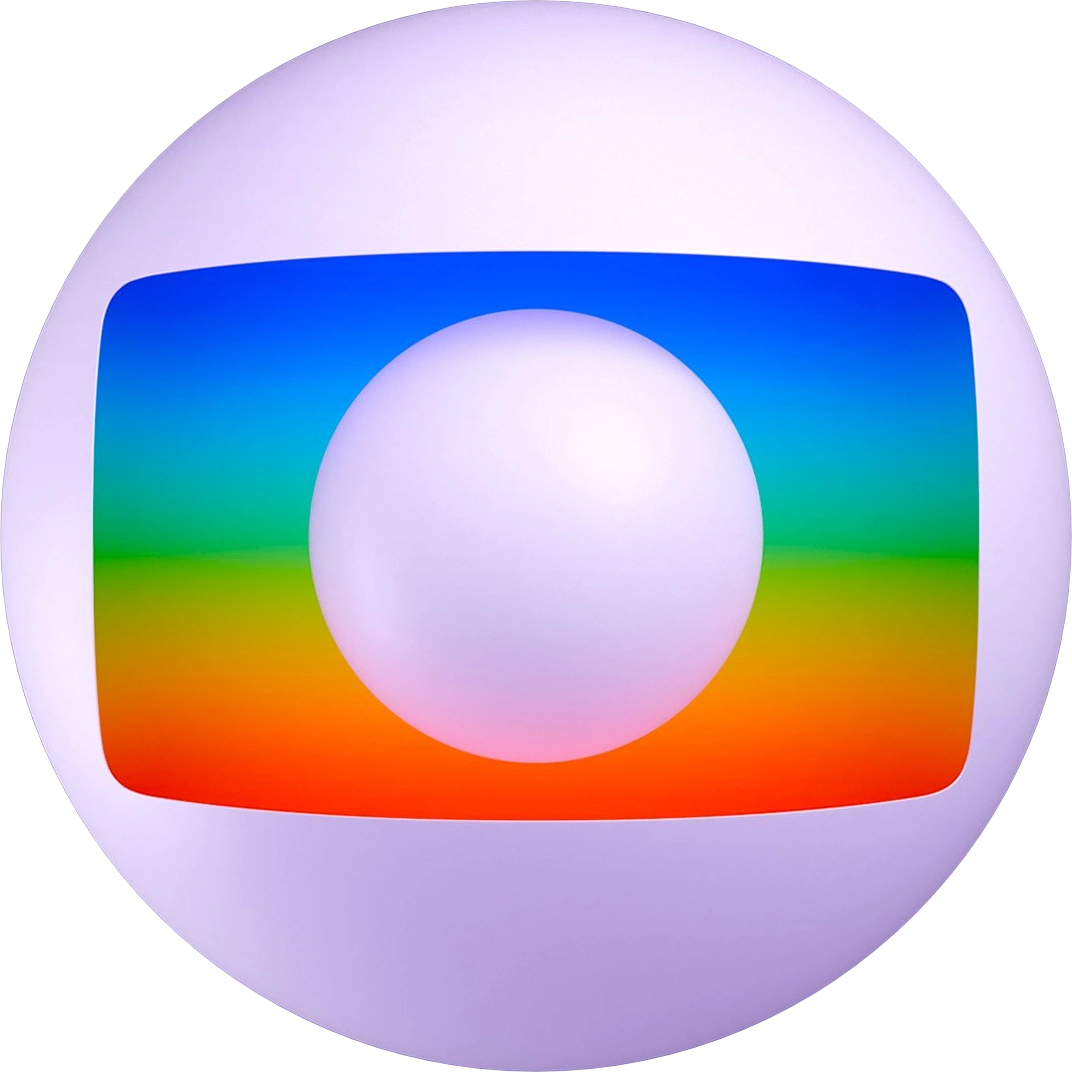
Variante 3D du logo de TV Globo depuis 2 avril 2025.
Logo de TV Globo commémorant son 100e anniversaire de Grupo Globo.
Logo de TV Globo commémorant son 100e anniversaire du réseau.

## Diffusion

### Stations
Rede Globo est structuré sur le même modèle que les grandes chaînes de télévision américaines, canadiennes ou australiennes : il s'agit d'un réseau de télévision composé de plusieurs stations régionales, qui diffusent tout ou partie de la programmation de la maison mère, en y incluant leurs propres publicités et parfois leurs propres émissions locales, tels les bulletins d'information par exemple.
Rede Globo s'appuie ainsi sur un réseau de 122 stations de télévision à travers tout le pays. Cinq de ces stations sont des filiales de Rede Globo, les autres stations ayant le statut d'affilié et appartenant à des sociétés tierces.

## Diffuseurs
- Liste des chaînes TV Globo (pt)

## Programmation

### Information
L'information sur Rede Globo est traitée tant par les journaux télévisés nationaux quotidiens diffusés sur l'ensemble du réseau, que les bulletins de nouvelles régionaux propres aux stations. Parmi les émissions d'information nationales figurent :
- Jornal da Globo, journal national nocturne, diffusé depuis 1967 ;
- le JN, pour Jornal Nacional, journal national du soir, diffusé depuis 1969 ;
- Jornal Hoje, journal de milieu de journée, diffusé depuis 1971 ;
- Globo Repórter, magazine d'information hebdomadaire, similaire à l'émission américaine 60 Minutes ; diffusé depuis 1973, chaque vendredi en deuxième partie de soirée ;
- Bom Dia Praça, matinale diffusée depuis 1977 ;
- Bom Dia Brasil, émission d'information matinale, diffusée depuis 1983 ;
- PraçaTV, diffusé depuis 1983 ;
- Hora Um da Notícia, Journal presque avant l'aube soleil, diffusé depuis 2014.

### Telenovelas
- (en) List of telenovelas of Rede Globo

### Divertissement
- Domingão com Huck (pt) émission de divertissement du dimanche après-midi, diffusée depuis 1989 et présentée par Luciano Huck ;
- Big Brother Brasil, version brésilienne de l'émission de téléréalité Big Brother, diffusée depuis 2002 ;
- Dança dos Famosos, compétition de danse diffusée depuis 2005;
- The Masked Singer Brasil
- Estela da Casa.

- Globeleza, destiné au carnaval
  - Groupe spécial (Rio de Janeiro)  - Présentée par Alex Escobar, Mariana Gross et Karine Alves.
  - Groupe spécial (São Paulo)  - Présentée par Valéria Almeida et Everaldo Marques.

### Séries télévisées
Les séries télévisées, dénommées telenovela au Brésil, constituent une part importante de la grille des programmes de la chaîne. Les telenovelas quotidiennes de première partie de soirée, dénommées par le réseau Globo novela das oito et novela das nove pour « série de huit heures » et « série de neuf heures », sont diffusées après le Jornal Nacional.
Les telenovelas en cours de diffusion sont : 
- Vale a Pena Ver de Novo, émission de rediffusion d'anciennes telenovelas, diffusée depuis 1980,
  - Caras e Bocas, série télévisée de 2006 diffusée depuis le 25 février 2013,
- Malhação, diffusée depuis le 24 avril 1995,
- Meu Pedacinho de Chão, telenovela das seis, soit la « série de six heures », diffusée depuis le 11 mars 2013
- Além do Horizonte, novela das sete, soit la « série de sept heures », diffusée depuis le 29 avril 2013,
- Em Família, novela das nove, soit la « série de neuf heures », diffusée depuis le 20 mai 2013,
- O Rebú, telenovelas das dez, soit la « série de dix heures », diffusée depuis le 24 juin 2013.

### Sport
- Auto Esporte, émission de télévision hebdomadaire brésilienne consacrée à l'automobile et à la moto,
- Esporte Espetacular, émission d'actualité sportive diffusée chaque dimanche matin depuis 1973.